# Fast Lane
Fast Lane – pierwszy singiel pochodzący z albumu Hell: The Sequel, duetu Bad Meets Evil. Gościnnie występuje Slim da Mobster, który śpiewa w refrenie tej piosenki. Singiel został wydany 3 maja, 2011, ale wyciekł już 28 kwietnia. Wyprodukowali go Eminem i Supa Dups. To ich pierwszy singiel od 1999 roku - „Nuttin' To Do”.
Teledysk do utworu został wydany 8 czerwca 2011.
Utwór został wykorzystany w ścieżce dźwiękowej do filmu Szybcy i wściekli 6.